# Буров, Алексей Владимирович
Алексей Владимирович Буров (англ. Alexey Burov; род. 17 декабря 1956, Новосибирск) — российский и американский физик-теоретик и философ, специалист в области физики пучков заряженных частиц, старший научный сотрудник Лаборатории им. Ферми, США. Автор, вместе с сыном Львом, философской концепции «пифагорейской вселенной» и пифагорейского физико-теологического аргумента.

## Физика
Окончил физический факультет Новосибирского государственного университета (1980), получил степень кандидата физико-математических наук в 1990 году в Институте Ядерной Физики СО РАН в Новосибирске по специальности 01.04.20 — физика пучков заряженных частиц. С 1997 года Буров Алексей Владимирович работает в Национальной Ускорительной Лаборатории им. Ферми, США. В 2011—2013 годах — с долгосрочным визитом в ЦЕРНе, Швейцария. Опубликовал более 180 работ по проблемам физики пучков заряженных частиц в ускорителях. С 2017 года — Почётный член (Fellow) Американского Физического Общества ; удостоен звания за пионерские теоретические работы по динамике пучков с сильным пространственным зарядом. С 2024 года — выдающийся рецензент (outstanding referee).
Основные работы

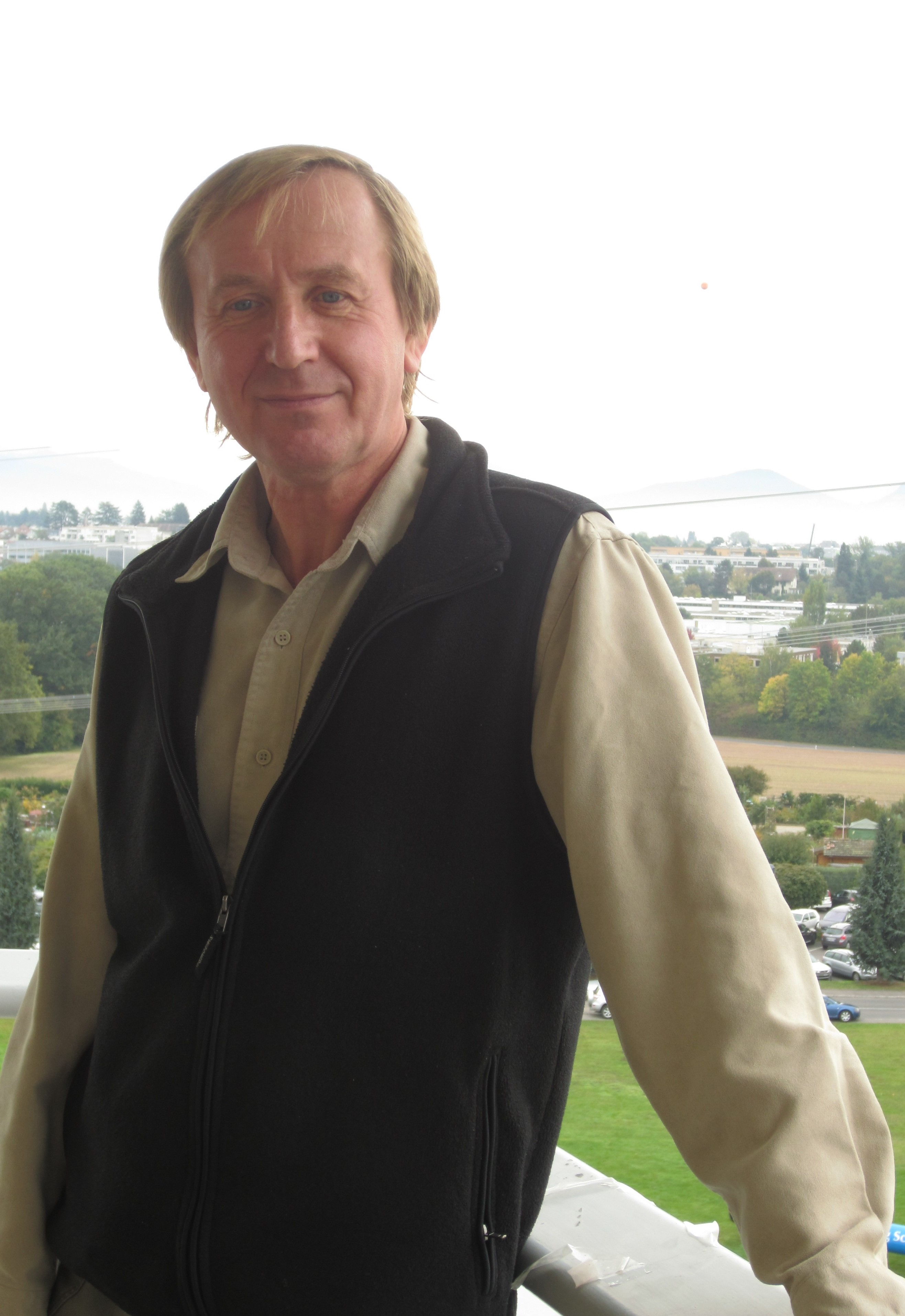
Алексей Буров в ЦЕРНе

Один из ведущих участников пионерского проекта релятивистского электронного охлаждения антипротонов. Проект был полностью реализован, послужив существенному увеличению светимости коллайдера Тэватрон.
Один из авторов идеи универсальной стабилизации коллективных неустойчивостей пучков посредством электронной линзы. Метод предложен для следующего поколения коллайдеров.
Автор теории поперечной динамики пучков с сильным пространственным зарядом. Теория включает описание мод, открытие конвективных неустойчивостей, открытие роли гало, раскрытие возможностей обратных связей, определение порогов неустойчивостей.
Автор алгоритма расчета поперечной коллективной устойчивости ускоренного пучка Nested Head-Tail, примененного к пучкам протонов в Большом Адронном Коллайдере ЦЕРНа.
Автор теории поперечной устойчивости двух сгруппированных пучков, движущихся в одном направлении.
Один из авторов теоремы об обратной зависимости эффективности и устойчивости пучка при плазменном ускорении.
Один из авторов теории продольной коллективной динамики сгруппированных пучков с учетом пространственного заряда.
Автор концепции обратной задачи устойчивости в динамике пучков, включающей идею детальной диагностики фазовой плотности пучка.

## Философия
Автор многих работ по метафизике, теории познания, истории и философии науки, в особенности математической физики, в англо- и русскоязычных изданиях. В 2017 году награжден премией Института Основополагающих Вопросов (Foundational Questions Institute, FQXi.org) за совместную с сыном Львом работу, где были представлены концепция Пифагорейской Вселенной и связанный с ней пифагорейский аргумент разумного замысла Вселенной. Дальнейшее развитие эти идеи получили в докладе Алексея и Льва «Метафизический статус физических законов» на XVII конференции Международного Общества Неоплатонических Исследований (International Society of Neoplatonic Studies), где они провели панель «Платонизм и современная физика». Значение пифагорейской веры (еще одного концепта Алексея и Льва) было подчеркнуто в докладе Алексея Бурова и Алексея Цвелика «The Pythagorean Argument of the Grand Design» на конгрессе памяти Стэнли Яки. Наиболее детально эта физико-теологическая аргументация представлена в серии статей «Пифагорейский аргумент и его критика», опубликованных философским журналом «Журнал истории идей».
В течение ряда лет Алексей Буров вел организованный им англоязычный философский клуб Фермилаба, где было заслушано множество выступлений по философии науки и не только. С января 2022 года он ведет свою еженедельную программу «Наука и религия: конфликт, нейтралитет или союз?» на русскоязычном радио Чикаго «Народная Волна». Наиболее широко его позиция по разнообразным философским вопросам представлена в художественно-философской переписке с писателем Г. М. Прашкевичем, регулярно публикуемой журналом «Дружба народов» и частично вошедшей в книгу «Как горчичное зерно» (Г. Прашкевич, А. Буров — М:ТВ Издательские технологии/RUGRAM,2022.— 252с). Многие публикации Бурова можно найти на страницах старейшего русскоязычного альманаха «Лебедь», а также научно-популярного журнала «Гранит Науки». Алексей Буров — один из организаторов и основных участников «Чикагского философского форума».
На канале Алексея Бурова можно найти множество его бесед с видными русско- и англоязычными интеллектуалами, философами, историками, религиозными апологетами: М. Аркадьевым, М. Абакумовым, А. Арестовичем, А. Баумейстером, А. Бобылёвым, А. Зубовым, У. Л. Крейгом, С. Любарским,, М. Сергеевым, Х. Россом, А. Цвеликом, П. Щелиным, М. Эпштейном.
Пифагорейская Вселенная

Понятие «пифагорейской вселенной» было сформулировано Алексеем и Львом Буровыми как существенное усиление «антропного принципа» :
«Вселенная специфична не только потому, что она населена живыми и мыслящими существами, но и потому, что теоретизируема посредством элегантных математических форм, одновременно довольно простых математически и чрезвычайно богатых следствиями. Чтобы допускать существование жизни и сознания, математическая структура законов должна быть достаточно сложной, открывая возможность для возникновения разнообразных совокупностей материальных структур. С другой стороны, законы должны быть достаточно простыми, чтобы их могли открывать появляющиеся мыслящие существа. Чтобы удовлетворять обоим условиям, законы должны точно попадать в этот минимакс сложности. Законы природы тонко и точно настроены не только в отношении антропного принципа, но и в отношении своей открываемости… Таким образом, та Вселенная, что только нам и известна, точно настроена в соответствии с тем, что можно назвать принципом космической познаваемости: ее законы целенаправленно выбраны для того, чтобы она наблюдалась космически. Возможно даже, что наши законы принадлежат к простейшей математической структуре, допускающей наш или хоть какой-то тип жизни, способной дойти до мышления. Такая особая Вселенная заслуживает соответствующего термина, и мы не видим лучшего выбора, кроме как назвать ее пифагорейской, в честь первого пророка математического познания, введшего в обиход такие важные слова, как космос (красота порядка), философия (любовь к мудрости) и теория (созерцание)».
Пифагорейская вера
Согласно Буровым, идея глубокой математизации природы исторически появилась как синтез двух начал, пифагорейско-платонического и библейского. Первое задавало ценность математики и интуицию о фундаментальной роли чисел, а второе устанавливало, что заданный Богом материальный мир хорош, заслуживает познания, что это познание возможно для человека, как созданного по образу и подобию божьему, и что оно обладает высшей ценностью, как познание замысла Небесного Отца . Своеобразный христианский платонизм, ответственный за формирование математической физики, Буровы называют «пифагорейской верой». Роль пифагорейской веры в фундаментальных физических открытиях продемонстрирована во 2-й статье «пифагорейского цикла» А. Бурова и А. Цвелика.
Пифагорейский аргумент разумного замысла Вселенной
В «Генезисе пифагорейской Вселенной» Буровы демонстрируют, что единственной разумной гипотезой о причине пифагорейности Вселенной является предположение о целенаправленном выборе физических законов высшей инстанцией, иными словами, о разумном замысле или дизайне Вселенной. Дальнейшее развитие пифагорейский аргумент получил в цикле статей Бурова и Цвелика, где был выставлен тезис о двух ветвях аргумента, объективно-логической, основанной на анализе весьма особенного характера физических законов, и субъективно-исторической, берущей за основу успех пифагорейской веры, воплощение ее надежд выше самых смелых ожиданий:
«Обоснование предположения о разумном замысле как причине столь специфических законов природы, с одной стороны, а с другой — выявление и осмысление пифагорейского credo, придание ему статуса „метафизической рабочей гипотезы“ вместе образуют двойную объективно-субъективную логическую структуру, обозначаемую авторами как „пифагорейский аргумент“».
Дефиниция жизни
Буровы предлагают дефиницию жизни, соединяя ее научный и метафизический аспекты:
«жизнь есть система сверхсложных точно размножающихся молекулярных комплексов, клеток, появляющихся на определенном этапе физической истории Вселенной, далее выходящих на следующий уровень сложности, целостных многоклеточных иерархий, разнообразных организмов, достигая затем еще более высокой стадии — интерфейса с ментальным миром».
Они отмечают, что на метафизической диаграмме Р. Пенроуза «Три мира, три тайны» жизни соответствует конус, соединяющий физический и ментальный миры.
Дефиниция физики
Алексей Буров определяет физику как познание материи на путях поиска ее математически элегантных аксиом.